# Габриэль, Рут
Рут Габриэль (исп. Ruth Gabriel), настоящее имя Рут Санчес Буэно (исп. Ruth Sánchez Bueno; род. 10 июля 1975, Сан-Фернандо, провинция Кадис) — испанская актриса, лауреат премии «Гойя».

## Биография
Дочь актёра Исмаэля Санчеса Абельяна и актрисы и писательницы Аны Марии Буэно (более известной как Ана Росетти), Габриэль провела детство в Мадриде.
В 14 лет уехала в США, где брала уроки актёрского мастерства. Позднее продолжила обучение во Флоренции, куда переехала её мать. Вернувшись в Мадрид, обучалась хореографии и фехтованию, работала официанткой.
Взяла псевдоним «Рут Габриэль» на съёмках своего первого фильма — «Считанные дни» Иманола Урибе. За роль проститутки Чаро в этом фильме была награждена премией «Гойя» за лучший женский дебют. Также номинировалась за эту роль в категории «Лучшая женская роль».

## Фильмография
- Считанные дни / Días contados (1994)
- Поздравляю, товарищ! /Felicidades, Tovarich (1995)
- Señales de fuego (1995)
- A tres bandas (1997)
- 99.9 (1997)
- Донья Барбара / Doña Bárbara (1998)
- Sinfín (2002)
- Besos de gato (2003)
- Historia de Estrella (2003)
- Lazos rotos (2007)